# Lista celor mai adânci fose oceanice

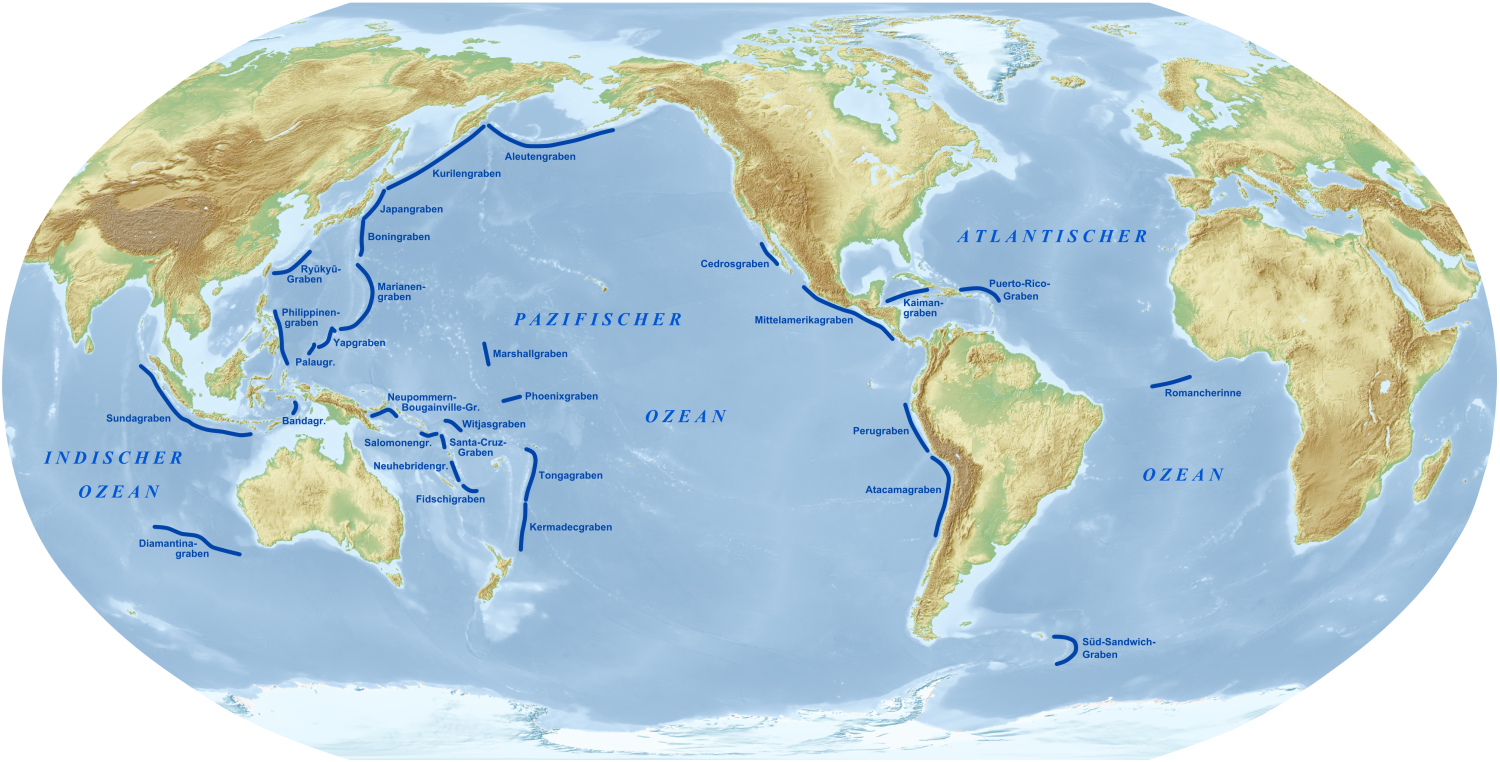
Harta foselor oceanice

Fosa Marianelor din Oceanul Pacific, cea mai adâncă fosă oceanică din lume

Lista celor mai adânci fose oceanice clasifică depresiunile subacvatice lungi și înguste, de mare adâncime, care se găsesc în zonele de falie sau de subducție caracteristice marginilor active sau dorsalelor medio-oceanice și care sunt generate de expansiunea și coliziunea plăcilor tectonice (fose oceanice), în funcție de cele mai adânci puncte ale acestora (gropi abisale).

## Preambul
Depresiunea subacvatică de mare adâncime, asemănătoare unui șanț subacvatic situat la intersecția plăcilor continentale, este denumită fosă oceanică, iar cele mai adânci puncte ale acesteia de numesc gropi abisale. În funcție de forma și de lungimea sa, o fosă oceanică poate avea mai multe gropi abisale semnificative. O dorsală sau dorsală marină este o ridicătură lungă a fundului mării („munte submarin”).
Fosele oceanice au de obicei o lățime de 50 până la 100 de kilometri și o diferență de nivel de 3 până la 4 km față de fundul oceanic înconjurător, dar pot avea sute sau mii de kilometri lungime. În total, există aproximativ 50.000 de kilometri de fose oceanice în întreaga lume, situate în Oceanul Pacific, în Oceanul Atlantic dar și în estul Oceanului Indian. Cea mai mare adâncime oceanică măsurată este Challenger Deep din Fosa Marianelor, 10.935 m sub nivelul mării.
Patru fose oceanice, Fosa Marianelor, Fosa Tonga, Fosa Filipinelor și Fosa Kermadec au o adâncime de peste 10.000 de metri, toate fiind situate în vestul Oceanului Pacific. Alte unsprezece fose oceanice au o adâncime de peste 8.000 de metri. Cea mai lungă fosă oceanică este Fosa Aleutiană din nordul Oceanului Pacific, care măsoară 3.400 kilometri lungime.
Istoric, măsurătorile au fost efectuate prin două metode, inițial prin sondare, utilizând un cablu, iar apoi prin hidrolocație. Precizia determinării locației geografice și lățimea fasciculului sistemelor de sondare (multifascicul) limitează rezoluția în plan orizontal și vertical pe care hidrografii o pot obține din datele colectate la fața locului. Acest lucru este deosebit de important atunci când se efectuează sondaje în ape adânci, deoarece amprenta rezultată a unui impuls acustic („ecou”) devine mare odată ce este reflectată de fundul îndepărtat al mării. În plus, acuratețea sonarului este afectată de variațiile vitezei sunetului, în special în plan vertical. Viteza este determinată de modulul de elasticitate, de indicele de masă și de densitatea apei. La rândul său, modulul de elasticitate este afectat de temperatură, presiune și de substanțele dizolvate (de obicei salinitate). Toate aceste variabile determină abateri considerabile ale valorilor măsurate ale adâncimii.
Cele mai adânci gropi abisale din lume sunt Challenger din Fosa Marianelor, cu o adâncime de 10.935 metri, Horizon din Fosa Tonga, cu 10.823 metri, Emden din Fosa Filipinelor, cu 10.045 metri. Ca urmare a două expediții cartografiere separate desfășurate în 2020 și 2021, folosind cel mai avansat sonar instalat pe o navă civilă (Kongsberg EM124), s-a calculat că Fosa Kurile-Kamchatka din Pacificul de Nord nu are o adâncime de peste 10.000 de metri, așa cum fusese estimat anterior, ci de 9.650 metri.

## Lista celor mai adânci fose oceanice
| Imagine                                                                                           | Nume                                                                                             | Localizare                      | Punctul de maximă adâncime | Adâncime maximă (m) | Lungime (km) | Plăci tectonice | Coordonate                                        | Note              |
|                                                                                                   |                                                                                                  |                                 |                            |                     |              |                 |                                                   |                   |
| ------------------------------------------------------------------------------------------------- | ------------------------------------------------------------------------------------------------ | ------------------------------- | -------------------------- | ------------------- | ------------ | --------------- | ------------------------------------------------- | ----------------- |
|                                                                                                   | Fosa Marianelor (în engleză Mariana Trench)                                                      | Oceanul Pacific                 | Challenger Deep            | 10.935              | 2.250        | PF, Pac         | 11°21′N 142°12′E / 11.35°N 142.2°E                | [ 1 ] [ 2 ] [ 3 ] |
|                                                                                                   | Fosa Tonga (în engleză Tonga Trench)                                                             | Oceanul Pacific                 | Horizon Deep               | 10.823              | 1.250        | Aus, Pac        | 22°S 174°W / 22°S 174°V                           | [ 1 ] [ 2 ]       |
|                                                                                                   | Fosa Filipinelor (în engleză Philippine Trench)                                                  | Oceanul Pacific                 | Emden Deep                 | 10.045              | 1.325        | EuA, PF         | 10°02′38″N 126°40′57″E / 10.043928°N 126.68245°E  | [ 1 ] [ 4 ]       |
|                                                                                                   | Fosa Kermadec (în engleză Kermadec Trench)                                                       | Oceanul Pacific                 |                            | 10.003              | 1.350        | Aus, Pac        | 31°S 177°W / 31°S 177°V                           | [ 1 ] [ 4 ]       |
|                                                                                                   | Fosa Izu–Bonin (Izu–Ogasawara) (în japoneză 伊豆・小笠原海溝, transliterat: Izu Ogasawara kaikō) | Oceanul Pacific                 |                            | 9.810               | 800          | EuA, Pac        | 29°39′00″N 142°40′59″E / 29.65°N 142.683°E        | [ 4 ]             |
|                                                                                                   | Fosa Kurile–Kamceatka (în rusă Курило-Камчатский жёлоб, transliterat: Kurilo-Kamceatski jiolob)  | Oceanul Pacific                 |                            | 9.650               | 2.250        | AmN, Pac        | 47°30′N 155°21′E / 47.5°N 155.35°E                | [ 1 ] [ 4 ]       |
|                                                                                                   | Fosa Solomon (Santa Cruz) (în germană Salomonengraben)                                           | Oceanul Pacific                 |                            | 9.142               |              | Aus, NH         | 11°07′28″S 165°10′46″E / 11.124444°S 165.179444°E | [ 1 ]             |
| Noua Britanie Papua Noua Guinee Insulele Solomon Marea Coralilor Fosa Noii Britanii Marea Solomon | Fosa Noii Britanii (în engleză New Britain Trench)                                               | Oceanul Pacific (Marea Solomon) | Planet Deep                | 9.140               | 900          | Aus, Pac        | 6°00′S 152°30′E / 6°S 152.5°E                     | [ 5 ]             |
|                                                                                                   | Fosa Yap (în engleză Yap Trench)                                                                 | Oceanul Pacific                 |                            | 8.527               | 650          | Pac, PF         | 10°N 138°E / 10°N 138°E                           | [ 6 ]             |
|                                                                                                   | Fosa San Cristóbal (în engleză San Cristobal Trench)                                             | Oceanul Pacific                 |                            | 8.483               |              | Aus, NH         | 11°15′S 162°45′E / 11.25°S 162.75°E               | [ 1 ]             |
|                                                                                                   | Fosa Japoniei (în engleză Japan Trench)                                                          | Oceanul Pacific                 |                            | 8.412               | 800          | AmN, Pac        | 40°07′00″N 144°19′00″E / 40.116667°N 144.316667°E | [ 4 ]             |
|                                                                                                   | Fosa Puerto Rico (în engleză Puerto Rico Trench)                                                 | Oceanul Atlantic                | Brownson Deep              | 8.378               | 800          | AmN, PC         | 19°50′09″N 66°45′16″W / 19.835833°N 66.754444°V   | [ 2 ] [ 7 ] [ 8 ] |
|                                                                                                   | Fosa South Sandwich (în engleză South Sandwich Trench)                                           | Oceanul Atlantic                | Meteor Deep                | 8.265               | 965          | AmS, SwS        | 55°25′44″S 26°11′29″W / 55.428889°S 26.191389°V   | [ 2 ] [ 7 ] [ 9 ] |
|                                                                                                   | Fosa Palau (în germană Palaugraben)                                                              | Oceanul Pacific                 |                            | 8.138               | 300          | Pac, PF         | 7°N 133°E / 7°N 133°E                             | [ 6 ]             |
|                                                                                                   | Fosa Peru – Chile (Atacama) [în engleză Peru–Chile Trench (Atacama)]                             | Oceanul Pacific                 | Richards Deep              | 8.055               | 2.500        | AmS, Naz        | 23°S 71°W / 23°S 71°V                             | [ 4 ]             |
|                                                                                                   | Fosa Aleutiană (în engleză Aleutian Trench)                                                      | Oceanul Pacific                 |                            | 7.822               | 3.400        | Pac, AmN        | 52°N 172°E / 52°N 172°E                           | [ 10 ]            |
| Fiji Vanuatu Noua Caledonie Fosa New Hebrides                                                     | Fosa New Hebrides (în engleză New Hebrides Trench)                                               | Oceanul Pacific                 |                            | 7.794               | 320          | Aus, NH         | 21°25′05″S 170°03′50″E / 21.418047°S 170.064013°E | [ 1 ]             |
|                                                                                                   | Fosa Romanche (în engleză Romanche Trench)                                                       | Oceanul Atlantic                |                            | 7.758               | 300          | AmS, Afr        | 0°N 18°E / 0°N 18°E                               | [ 11 ]            |
|                                                                                                   | Fosa Cayman (în engleză Cayman Trench)                                                           | Oceanul Atlantic                | Caribbean Deep             | 7.686               | 965          | AmN, PC         | 18°30′N 83°00′W / 18.5°N 83°V                     | [ 4 ]             |
|                                                                                                   | Fosa Ryukyu (în japoneză 琉球海溝, transliterat: Ryūkyū kaikō)                                   | Oceanul Pacific                 |                            | 7.507               | 2.250        | EuA, PF         | 26°20′00″N 128°40′00″E / 26.333333°N 128.666667°E | [ 12 ]            |
|                                                                                                   | Fosa Phoenix (în germană Phoenixgraben)                                                          | Oceanul Pacific                 | Abisul Hilgard             | 7.315               | 500          | Pac, Fa-B       | 3°S 165°W / 3°S 165°V                             | [ 13 ]            |
|                                                                                                   | Fosa Sunda (Java) (în engleză Sunda Trench)                                                      | Oceanul Indian                  | Java Deep                  | 7.187               | 2.250        | EuA, Aus        | 10°19′00″S 109°58′00″E / 10.316667°S 109.966667°E | [ 3 ] [ 4 ] [ 7 ] |
|                                                                                                   | Zona de fractură Diamantina (în engleză Diamantina Fracture Zone)                                | Oceanul Indian                  | Dordrecht Deep             | 7.100               | 800          | Aus, Si-B       | 36°S 105°E / 36°S 105°E                           | [ 14 ]            |
|                                                                                                   | Fosa Mauritius (în engleză Mauritius Trench)                                                     | Oceanul Indian                  | Mauritius Point            | 6.875               |              |                 | 23°30′S 55°30′E / 23.5°S 55.5°E                   | [ 4 ] [ 15 ]      |
|                                                                                                   | Fosa Middle America (în engleză Middle America Trench)                                           | Oceanul Pacific                 | Guatemala Deep             | 6.669               | 2.500        | Pac, AmN        | 15°N 95°W / 15°N 95°V                             | [ 16 ]            |
|                                                                                                   | Fosa Peru (în germană Perugraben)                                                                | Oceanul Pacific                 |                            | 6.369               | 1.000        | AmS, Naz        | 9°10′48″S 80°02′08″W / 9.179955°S 80.035422°V     | [ 17 ]            |
|                                                                                                   | Fosa Cedros (în engleză Cedros Trench)                                                           | Oceanul Pacific                 | Cedros Deep                | 6.225               | 500          | AmN, Pac        | 27°45′N 115°45′W / 27.75°N 115.75°V               | [ 18 ]            |